# Banská Bystrica
Banská Bystrica (pronuncia slovacca: ; in ungherese Besztercebánya, in tedesco Neusohl, in latino Neosolium, in italiano storico Neosolio) è una città del centro della Slovacchia, situata sulle rive del fiume Hron in una valle racchiusa dalla catena dei Bassi Tatra, dalla Grande Fatra (Veľká Fatra) e dai monti metalliferi (Slovenské rudohorie). Fa parte della regione turistico-geografica dell'Horehronie.
Con i suoi 74 500 abitanti circa, è la sesta città più popolosa della Slovacchia. La città odierna fu fondata da tedeschi, invitati dalla dinastia reale ungherese degli Arpadi durante il Medioevo (come parte dell'Ostsiedlung), ma venne costruita su un precedente insediamento slavo-avaro. Durante il regno di Béla IV ottenne, nel 1255, il privilegio di libera città del Regno d'Ungheria.
La città acquisì l'attuale aspetto nel tardo Medioevo, quando i cittadini più ricchi costruirono le chiese, i palazzi e le fortificazioni centrali ancora presenti. Banská Bystrica è capoluogo della regione e del distretto omonimi ed è sede dell'Università Matej Bel.

## Geografia fisica

### Territorio
Banská Bystrica è situata a un'altezza di 368 m s.l.m. e ha una superficie di 103,37 km2. È circa a metà strada tra le due città più popolate della Slovacchia: è infatti situata 208 km a nord-est della capitale Bratislava e 217 km a est di Košice. Un susseguirsi di cittadine la collega a Zvolen, 20 km più a sud.
Banská Bystrica si trova nella valle del fiume Hron, che attraversa la città da est a sud. La città è annidata tra tre catene montuose, tutte aree protette: i Bassi Tatra a nord-est, la Grande Fatra a nord-ovest e i monti di Kremnica a ovest. La città è sede del parco nazionale dei Bassi Tatra. Nonostante la vicinanza con queste catene, il paesaggio cittadino è dominato dal monte Urpín, molto più basso (510 m).

### Clima
La città si trova nella zona temperata e ha un clima continentale con 4 stagioni distinte. Il clima è caratterizzato da un'importante variazione tra le estati calde e gli inverni freddi e nevosi.
| Banská Bystrica (Aeroporto di Sliač) | Mesi  | Mesi  | Mesi  | Mesi  | Mesi  | Mesi  | Mesi  | Mesi  | Mesi  | Mesi  | Mesi  | Mesi  | Stagioni | Stagioni | Stagioni | Stagioni | Anno    |
| Banská Bystrica (Aeroporto di Sliač) | Gen   | Feb   | Mar   | Apr   | Mag   | Giu   | Lug   | Ago   | Set   | Ott   | Nov   | Dic   | Inv      | Pri      | Est      | Aut      | Anno    |
| ------------------------------------ | ----- | ----- | ----- | ----- | ----- | ----- | ----- | ----- | ----- | ----- | ----- | ----- | -------- | -------- | -------- | -------- | ------- |
| T. max. media (°C)                   | 0,7   | 4,6   | 10,1  | 17,1  | 21,8  | 25,5  | 27,2  | 27,2  | 21,4  | 14,9  | 7,9   | 1,8   | 2,4      | 16,3     | 26,6     | 14,7     | 15,0    |
| T. media (°C)                        | −2,6  | −0,6  | 4,0   | 10,1  | 15,0  | 18,4  | 20,1  | 19,4  | 14,2  | 8,9   | 4,1   | −1,3  | −1,5     | 9,7      | 19,3     | 9,1      | 9,1     |
| T. min. media (°C)                   | −6,2  | −5,1  | −1,1  | 3,1   | 7,8   | 11,6  | 13,2  | 12,7  | 8,5   | 4,4   | 0,7   | −4,3  | −5,2     | 3,3      | 12,5     | 4,5      | 3,8     |
| T. max. assoluta (°C)                | 13,3  | 17,9  | 24,7  | 30,4  | 32,3  | 35,8  | 37,8  | 37,8  | 34,5  | 28,3  | 21,5  | 15,5  | 17,9     | 32,3     | 37,8     | 34,5     | 37,8    |
| T. min. assoluta (°C)                | −30,0 | −27,4 | −26,2 | −7,3  | −4,4  | −0,2  | 2,7   | 0,0   | −4,0  | −10,8 | −22,6 | −26,7 | −30,0    | −26,2    | −0,2     | −22,6    | −30,0   |
| Precipitazioni (mm)                  | 45,6  | 41,7  | 44,0  | 44,5  | 72,2  | 81,2  | 91,3  | 64,4  | 56,2  | 62,9  | 58,9  | 52,0  | 139,3    | 160,7    | 236,9    | 178,0    | 714,9   |
| Giorni di pioggia                    | 7,6   | 7,1   | 7,2   | 6,8   | 9,8   | 9,2   | 9,5   | 7,2   | 6,9   | 7,9   | 8,6   | 8,3   | 23,0     | 23,8     | 25,9     | 23,4     | 96,1    |
| Giorni di neve                       | 11,8  | 9,6   | 5,8   | 0,0   | 0,0   | 0,0   | 0,0   | 0,0   | 0,0   | 0,6   | 4,1   | 9,3   | 30,7     | 5,8      | 0,0      | 4,7      | 41,2    |
| Umidità relativa media (%)           | 84,2  | 77,2  | 70,6  | 64,3  | 65,4  | 67,1  | 66,9  | 68,8  | 74,5  | 80,2  | 83,9  | 85,8  | 82,4     | 66,8     | 67,6     | 79,5     | 74,1    |
| Ore di soleggiamento mensili         | 64,1  | 93,7  | 151,2 | 200,9 | 241,0 | 247,1 | 270,7 | 255,6 | 172,0 | 113,4 | 62,1  | 52,0  | 209,8    | 593,1    | 773,4    | 347,5    | 1 923,8 |

## Origini del nome
Il nome slovacco Banská Bystrica include due parole: l'aggettivo Banská, da baňa (it. "miniera"), e il nome del locale fiume Bystrica, dallo slavo bystrica (it. "torrente veloce"). Il nome della città in ungherese, Besztercebánya, viene anch'esso dal torrente Beszterce, dal nome slavo del corso d'acqua, e dal suffisso bánya, che indica le miniere della città. Il fiume diede il nome alla città già nel 1255, quando il nome latino Villa Nova Bystrice (ovvero "Città nuova di Bystrica" o "Civitanova di Bystrica") venne riportato nel documento in cui il re ungherese Béla IV concesse alla città dei privilegi.
Diverse varianti di "Bystrica" (Byztherze, Bystrice, Bystrzice...) vennero utilizzate regolarmente senza un aggettivo per identificarla come una città mineraria, fino alla fine del XVI secolo. Sebbene la prima apparizione del nome Byzterchebana sia avvenuta nel 1263, questo fu raramente usata successivamente. Il vecchio nome tedesco antico Neusohl ("Nuova Zvolen"), riportato per la prima volta nel 1300, e poi la versione latina Neosolium, riflettevano il fatto che alcuni dei primi insediamenti provenivano dalla vicina città di Zvolen, al tempo conosciuta in tedesco come Altsohl (de. "Vecchia Zvolen").
Nel corso del 1500 l'uso della specificazione mineraria divenne più frequente (Bystrzicze na baniech o Bystricze Banska, entrambi riportati nel 1530). Questa evoluzione portò al nome attuale, riportato per la prima volta nel 1773 come Banska Bystrica. Nell'impero austriaco il nome tedesco "Neusohl" venne usato fino al compromesso del 1867, quando il toponimo ungherese "Besztercebánya" venne riconosciuto come ufficiale. "Banská Bystrica" divenne il nome ufficiale della città nel 1920.

## Storia

### Antichità
L'insediamento cittadino era legato, in passato, alla ricchezza mineraria, in particolare di rame. Nel sito Na Pieskoch, nella vicina Španá Dolina, sono state rinvenute numerose tracce di lavorazione del rame risalenti all'età del bronzo, quando il territorio della Slovacchia centrale costituiva la base delle materie prime per gran parte dell'attuale Slovacchia. I ritrovamenti di insediamenti nelle vicinanze di Zvolen indicano che quest'area era un importante polo commerciale per quel tempo. Nella recente età del bronzo la località di Banská Bystrica era abitata da persone della cultura lusaziana che, oltre alla lavorazione dei minerali, si dedicavano anche all'agricoltura e all'allevamento. Nacquero in quel periodo fortilizi collinari, dove si concentrava tutta la vita delle comunità.

### Medioevo

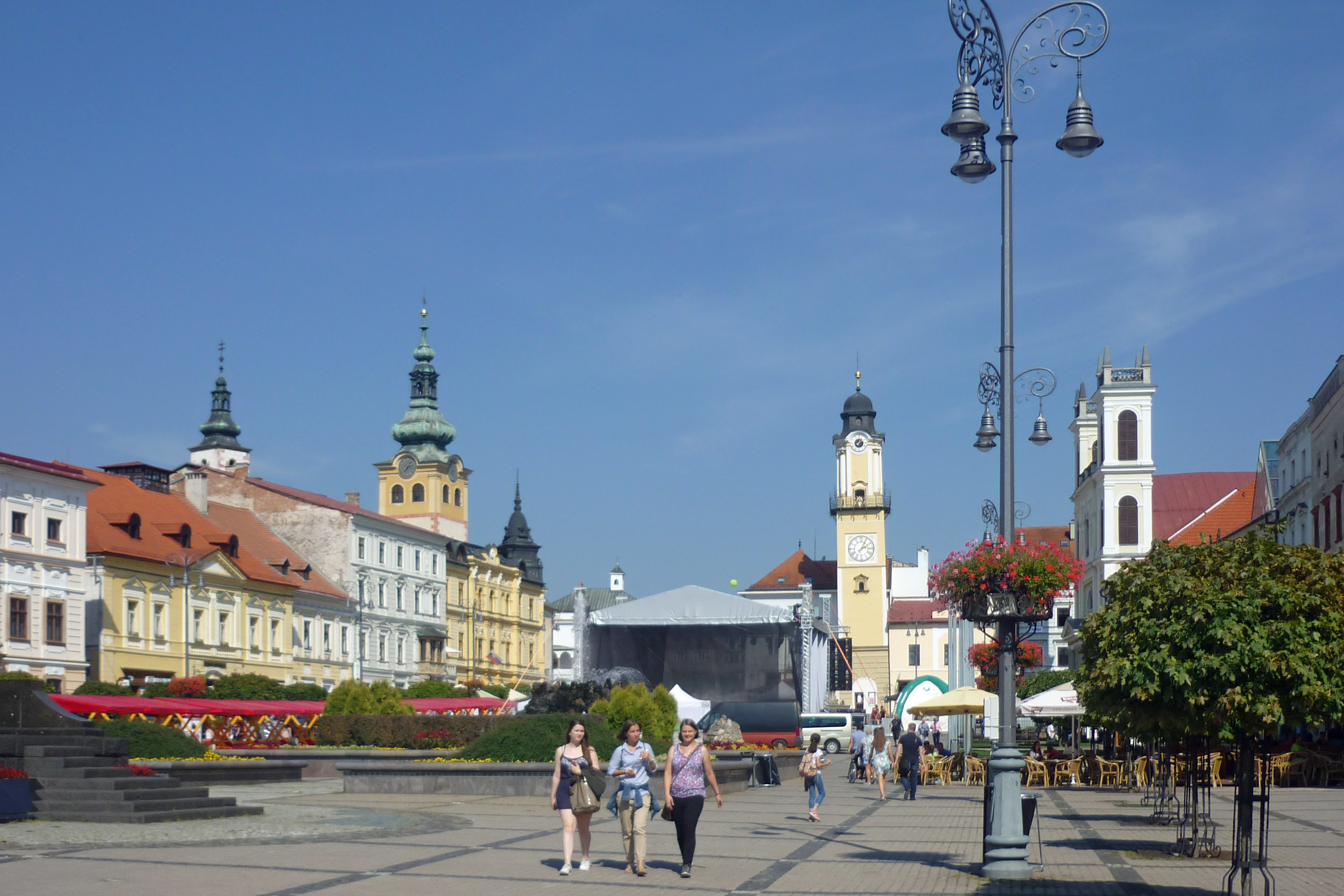
Piazza SNP

Nell'alto medioevo il territorio nei pressi di Zvolen era abitato dagli avari, che si mescolarono con i cotini e con altre popolazioni germaniche. Già in quel periodo, gruppi di slavi (subordinati agli avari) si insediarono nelle pianure slovacche attraverso i passi dei Carpazi. Con l'emergere del regno di Samo questi gruppi di slavi infatti si unirono. I ritrovamenti nell'area di Zvolen hanno confermato la presenza di queste popolazioni già nel VII secolo, mentre l'insediamento slavo in città è stato confermato da ritrovamenti di ceramica del IX secolo vicino a piazza SNP.
Nel periodo successivo all'invasione mongola dell'Ungheria, tra il 1241 e il 1242, fino alla metà del XIII secolo circa, nell'area della città arrivò un gruppo di colonizzatori tedeschi che giunse nel regno successivamente ai mongoli. Probabilmente arrivarono nella zona dell'odierna Banská Bystrica da Krupina o Banská Štiavnica e provenivano dalla Sassonia. Nel 1255 il re ungherese Béla IV concesse dei privilegi agli "ospiti del nuovo insediamento di Bystrica" (in latino hospites nostri de villa nova Bystrice), ovvero i coloni tedeschi. Il sovrano, in particolare, rese autonoma la città rispetto alle autorità che avevano sede a Zvolen, e concesse ai coloni il diritto di pescare e cacciare, oltre a quello di estrarre metalli preziosi. I sudditi rimanevano però assoggettati all'autorità regia. La città si sviluppò molto grazie all'immigrazione. Nel XIV secolo la città venne inclusa nel comitato di Zvolen, di cui divenne capoluogo nel tardo Settecento. Nel 1494 venne fondata a Banská Bystrica la società Ungarischer Handel (dal tedesco "commercio ungherese"), detta anche Der Neusohler Kupferhandel (commercio di rame di Neusohl) o società Turzovsko-Fugger, che nel corso del XVI secolo divenne una delle più grandi compagnie minerarie del Paese. Essa contribuì significativamente allo sviluppo dell'attività mineraria e metallurgica, sulle quali si basò l'economia cittadina medievale.

### Età moderna e contemporanea
L'invasione ottomana verso il territorio ungherese costrinse la città ad essere fortificata nel 1589 con una cinta muraria in pietra. In quanto centro protestante, Banská Bystrica era opposta agli ungheresi, ai turchi e allo Stato Pontificio. Il 20 agosto 1620 il principe Gabriele Bethlen fu eletto re ungherese dalla dieta della città. Dopo che si esaurirono le scorte di rame, la produzione fu riorientata verso la lavorazione del legno e la produzione di carta e la rivoluzione industriale costituì un nuovo impulso per lo sviluppo.
Tra il 1857 e il 1910 il numero degli abitanti raddoppiò e in quegli anni la città venne collegata tramite ferrovia con diverse città: Zvolen nel 1873, Podbrezová nel 1884 e Harmanec nel 1913. Nel 1845 fu fondata una cassa di risparmio, nel 1872 una banca di credito e successivamente diversi istituti finanziari. Alle attività artigiane e manifatturiere seguirono diverse piccole fabbriche tessili; vennero poi create un'industria di materiali da costruzione e una alimentare. Nel 1908 fu costruita una centrale elettrica.
A metà del XIX secolo Banská Bystrica divenne il centro dell'intellighenzia slovacca durante il mandato del primo presidente della Matica slovenská; ciò portò a sviluppare in città l'istruzione e la cultura slovacche, ma la magiarizzazione limitò fortemente queste tendenze. Tra il 1873 e il 1883 si pubblicò in città la rivista Svornosť, filogovernativa e antislovacca, e tra il 1904 e il 1918 si pubblicò un'altra rivista, Krajan, con le medesime tendenze. Le attività del liceo classico locale negli '50 e '60 ebbero importanza su scala nazionale: era l'unica scuola superiore nei 5 distretti slovacche, con lo slovacco come lingua d'insegnamento e con numerosi professori cechi e slovacchi. Nel 1867 questi vennero licenziati e l'istruzione venne germanizzata.
Fino al 1928 era sede del distretto di Zvolen. Il numero di abitanti crebbe lentamente tra il 1919 e il 1940, ma nonostante ciò l'industria edilizia non si fermò. Nel 1920 si costruiì una villa in stile Art Nouveau e nel 1928 fu completata la Národný dom. Diversi edifici funzionalisti risalgono agli anni '30. Nel 1930 si costruì l'odierno policlinico, nel 1934 un istituto di insegnamento e nel 1936 una filiale della Cassa di risparmio di Praga, vicino alla torre civica.
La città rimase un centro commerciale e finanziario con la costruzione delle strade ferrate Zvolen-Vrútky e Banská Bystrica–Červená Skala, aumentando ancor più la sua importanza come snodo ferroviario. Furono fondate diverse imprese metalmeccaniche, alimentari ed edili, ma scomparvero le industrie tessili e di lavorazione del legno. Negli anni della crisi del 1929 si registrò un alto tasso di disoccupazione. Nel 1940 la città divenne sede del nuovo distretto di Pohron.

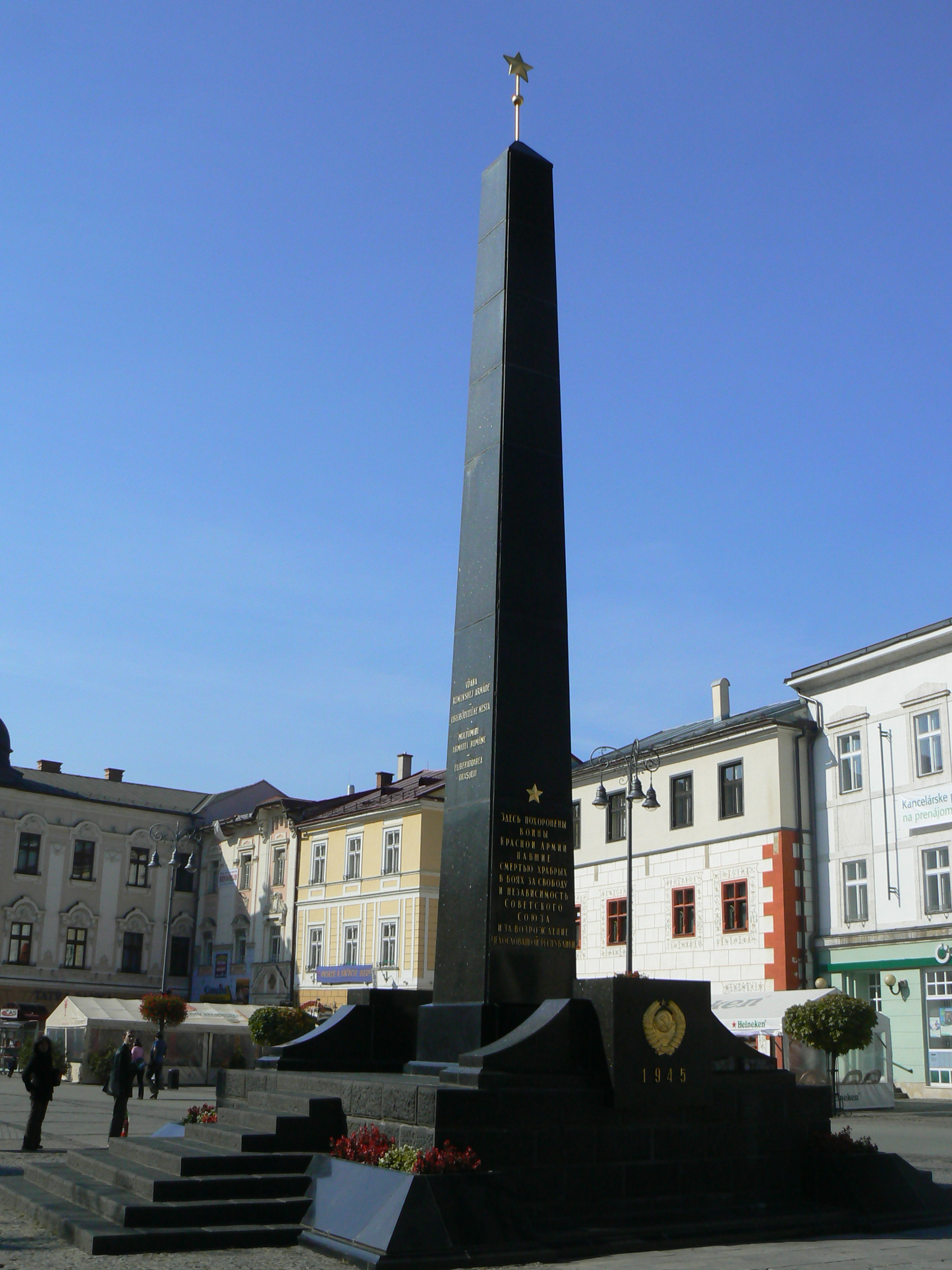
Monumento all'Armata Rossa in piazza SNP

Dopo lo scoppio dell'insurrezione nazionale slovacca Banská Bystrica divenne il centro politico, militare e amministrativo della Slovacchia ribelle. Qui avevano infatti sede il Consiglio nazionale slovacco e il quartier generale della prima armata cecoslovacca. In città avevano inoltre sede le missioni militari anglo-americane e sovietiche. Nel 1944 iniziarono ad essere pubblicati la Pravda del partito comunista slovacco, oltre al settimanale Nové slovo. Nel settembre del 1944 Banská Bystrica subì diversi bombardamenti tedeschi. Alla fine del mese successivo la situazione militare peggiorò notevolmente e gli insorti abbandonarono la città quasi senza combattere, con i tedeschi che la occuparono il 27 ottobre. Il 30 ottobre il generale Hermann Höfle organizzò in città una cerimonia militare con la partecipazione dei rappresentanti del governo slovacco guidato da Jozef Tiso, il quale ringraziò pubblicamente Hitler. L'occupazione della città durò 5 mesi, quando fu poi liberata dall'Armata Rossa e dall'esercito rumeno il 25 marzo 1945.

## Monumenti e luoghi d'interesse
In città ci sono diversi monumenti derivanti dalle diverse epoche, a partire dal Medioevo in poi, concentrati in gran parte nei pressi di piazza dell'insurrezione nazionale slovacca.

### Architetture religiose

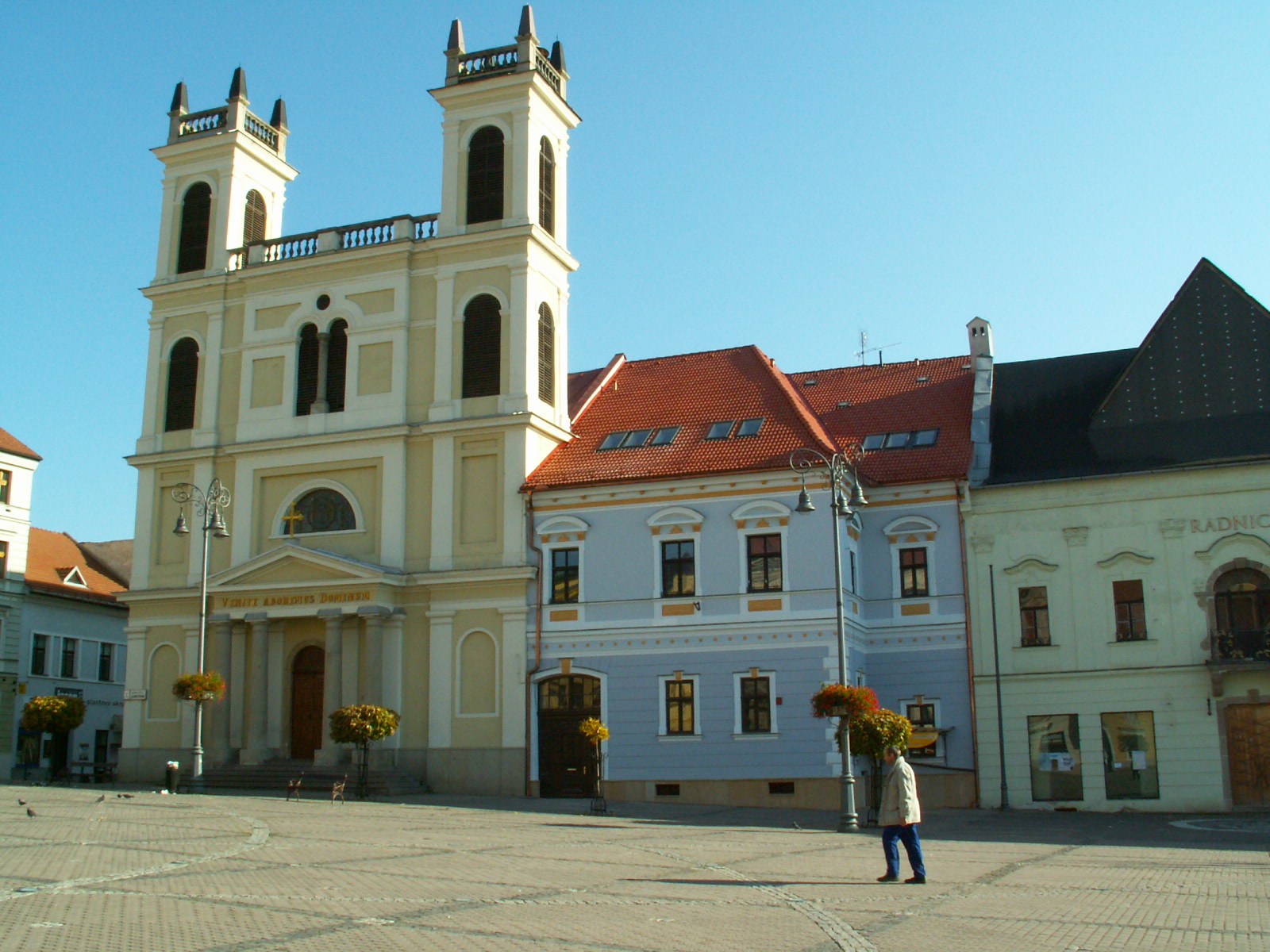
La cattedrale di San Francesco Saverio

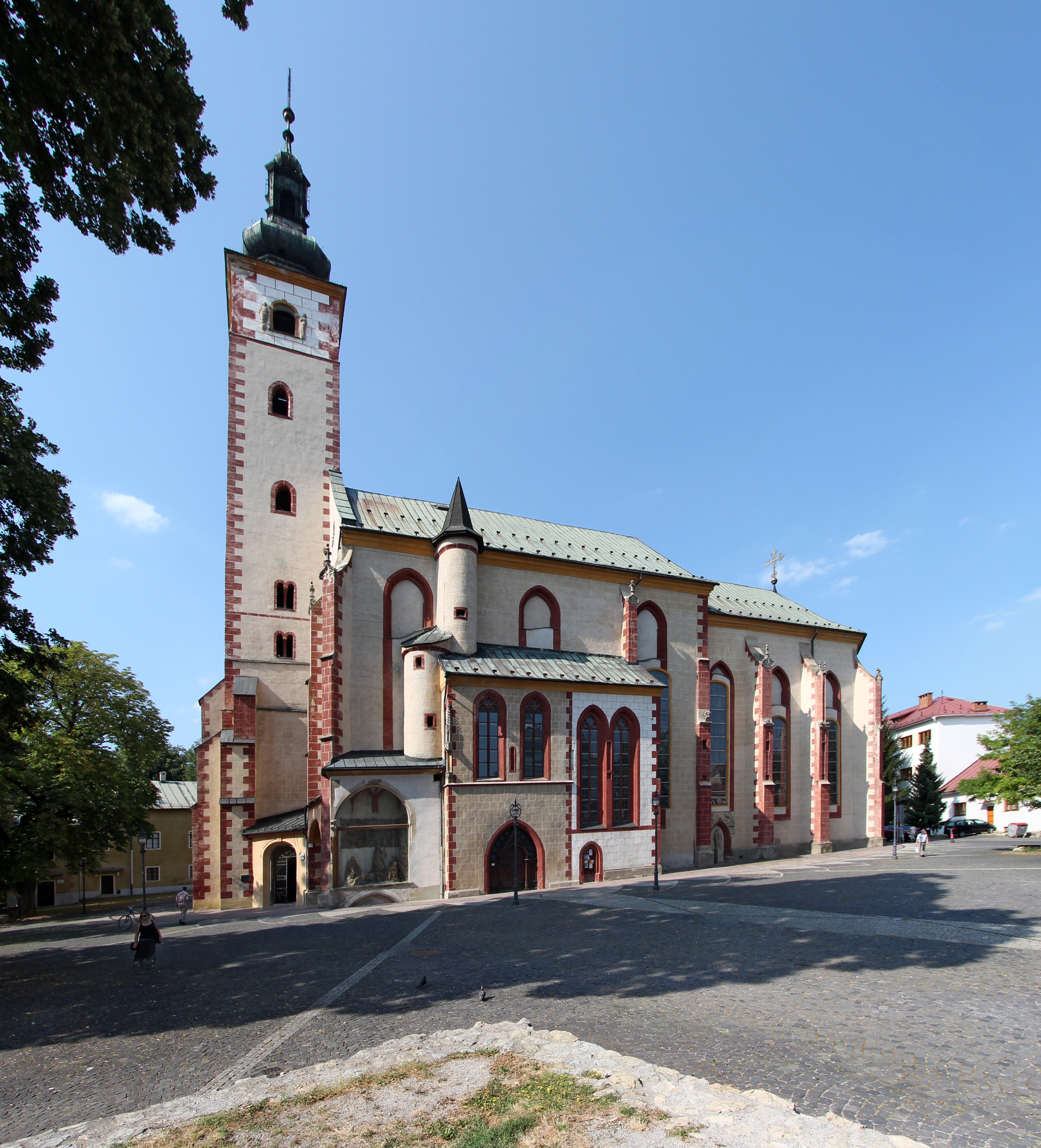
La Chiesa dell'Assunzione

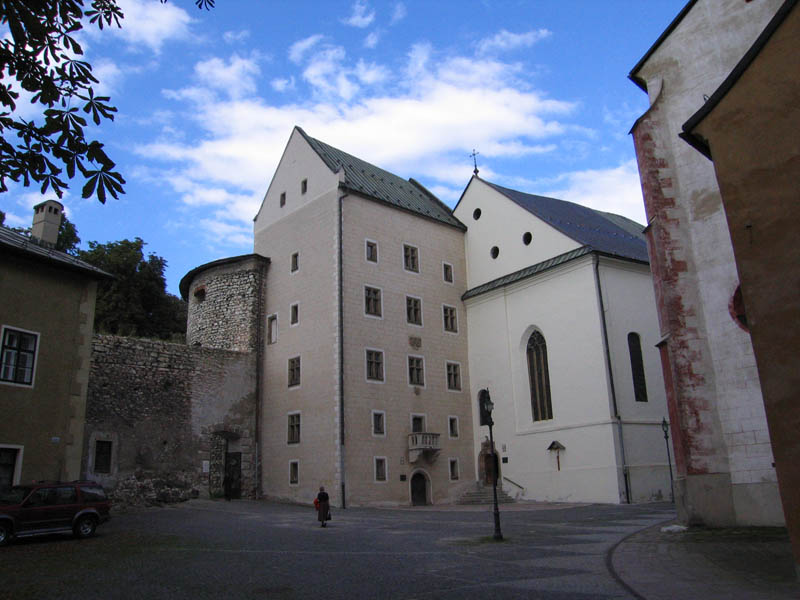
La Casa di Mattia e la chiesa di Santa Croce

Cattedrale di san Francesco SaverioKatedrála Svätého Františka Xaverského in slovacco, è la principale chiesa della città. È detta anche "chiesa capitolare" (Kapitulský kostol). Essa venne costruita sul modello della barocca Chiesa del Gesù di Roma, nel XVIII secolo. Era la sede dei gesuiti in città fino al 1773; tre anni dopo, dal 1776, divenne sede della diocesi di Banská Bystrica della chiesa cattolica slovacca.
Chiesa dell'Assunzione della Vergine MariaKostol Nanebovzatia Panny Márie in slovacco, è detta anche "chiesa tedesca" ed è chiesa parrocchiale. È un edificio tardogotico a navata unica risalente al periodo compreso tra il XIV e il XV secolo. La chiesa è stata costruita su una preesistente basilica romanica del Duecento. È situata all'interno del castello cittadino. Nonostante diversi incendi, la chiesa conserva ancora diversi elementi gotici ed è circondata dall'antico cimitero.. Uno degli altari di questa chiesa fu scolpito da Pavol di Levoča nel XIII secolo.
Chiesa di Santa CroceKostol svätého Kríža in slovacco, è detta anche "chiesa slovacca" in quanto fu costruita su iniziativa dei cittadini borghesi slovacchi nel 1452, come controparte rispetto alla chiesa dell'Assunzione, costruita invece dai tedeschi. È situata nel castello ed è collegata al bastione Pisárská. La pianta è irregolare e a navata unica.
Altre chiesenei pressi di piazza SNP sono presenti anche altre due chiese: quella di sant'Elisabetta, costruita in stile neogotico su di una precedente costruzione trecentesca e dichiarata monumento nazionale, e la chiesa evangelica, appartenente alla chiesa evangelica nazionale, che ha una pianta a croce greca con all'interno un matroneo a due piani.

### Architetture civili
Molti edifici situati ai bordi di piazza SNP e nelle vie limitrofe a essa sono palazzi nobiliari ben preservati in stile gotico, rinascimentale e barocco. Tra le principali ci sono Casa Benicky e Casa Thurzo; quest'ultima ospita un museo con una collezione archeologica e affreschi gotici. Molti edifici in centro sono stati adattati a negozi di lusso, ristoranti e bar.

### Architetture militari

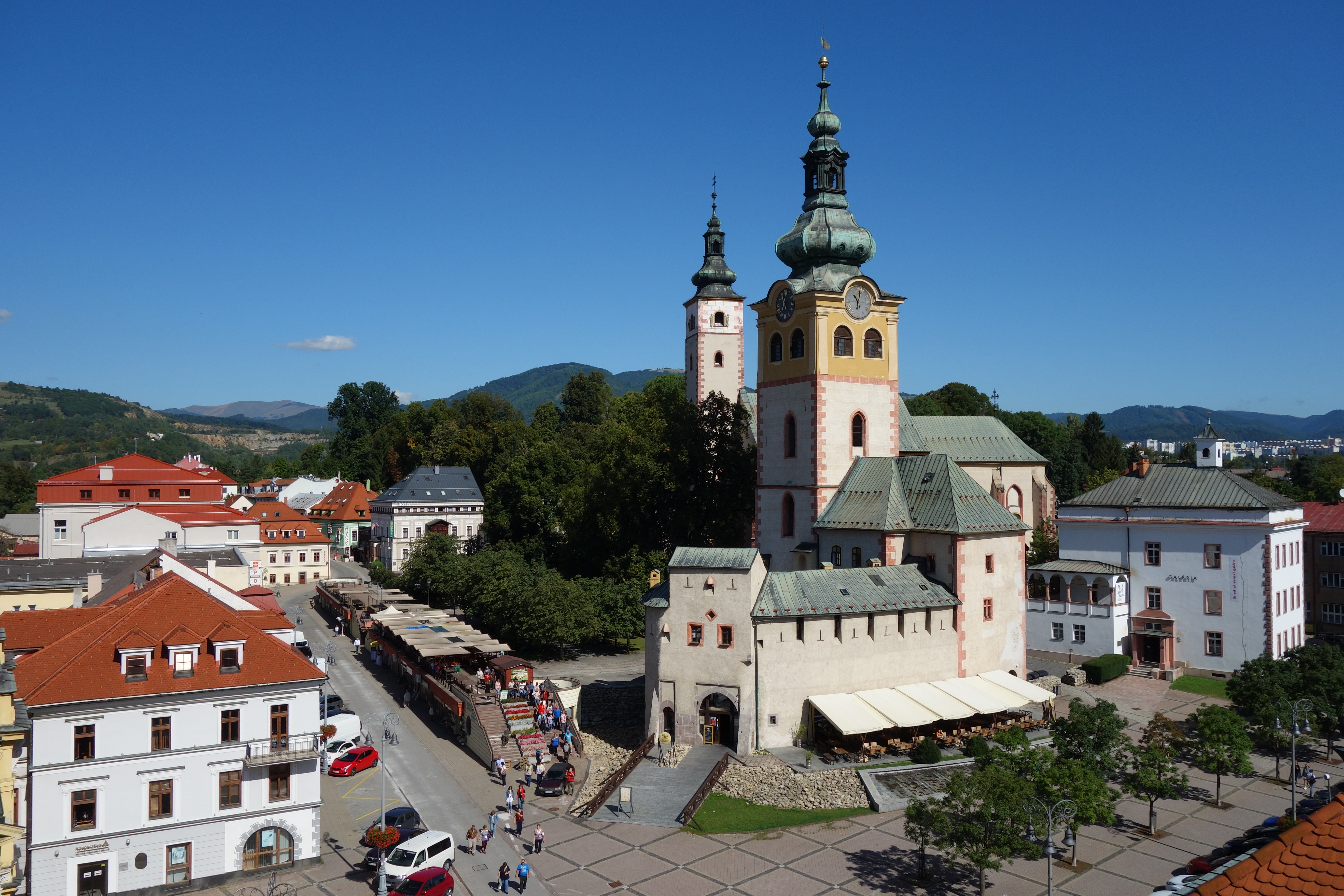
Vista del castello

Il castello costituisce la parte più antica della città, si trova all'angolo nord di piazza SNP ed è un monumento nazionale. Si tratta di un complesso di edifici circondato dai resti delle mura originarie, da un barbacane e da 3 bastioni. In passato il castello era il centro amministrativo cittadino e proteggeva anche i beni del re. Il castello fu costruito nei pressi dell'insediamento minerario che precedette la fondazione della città e la sua funzione originaria era quella di proteggere i proventi dell'estrazione di metalli preziosi, in particolare rame e argento. Vi risiedeva un rappresentante del re e della chiesa, e vi si riuniva il consiglio comunale. All'interno del complesso fortificato c'è la Casa di Mattia, così chiamata in onore di Mattia Corvino e costruita nel 1479 in stile tardogotico; è composta da 5 piani e ha un portale gotico e un balcone a mensola in pietra. Era la residenza temporanea del re Mattia Corvino e della regina consorte Beatrice. Sempre all'interno del castello è situato il vecchio municipio rinascimentale del XVI secolo, trasformato in museo d'arte.

### Altro

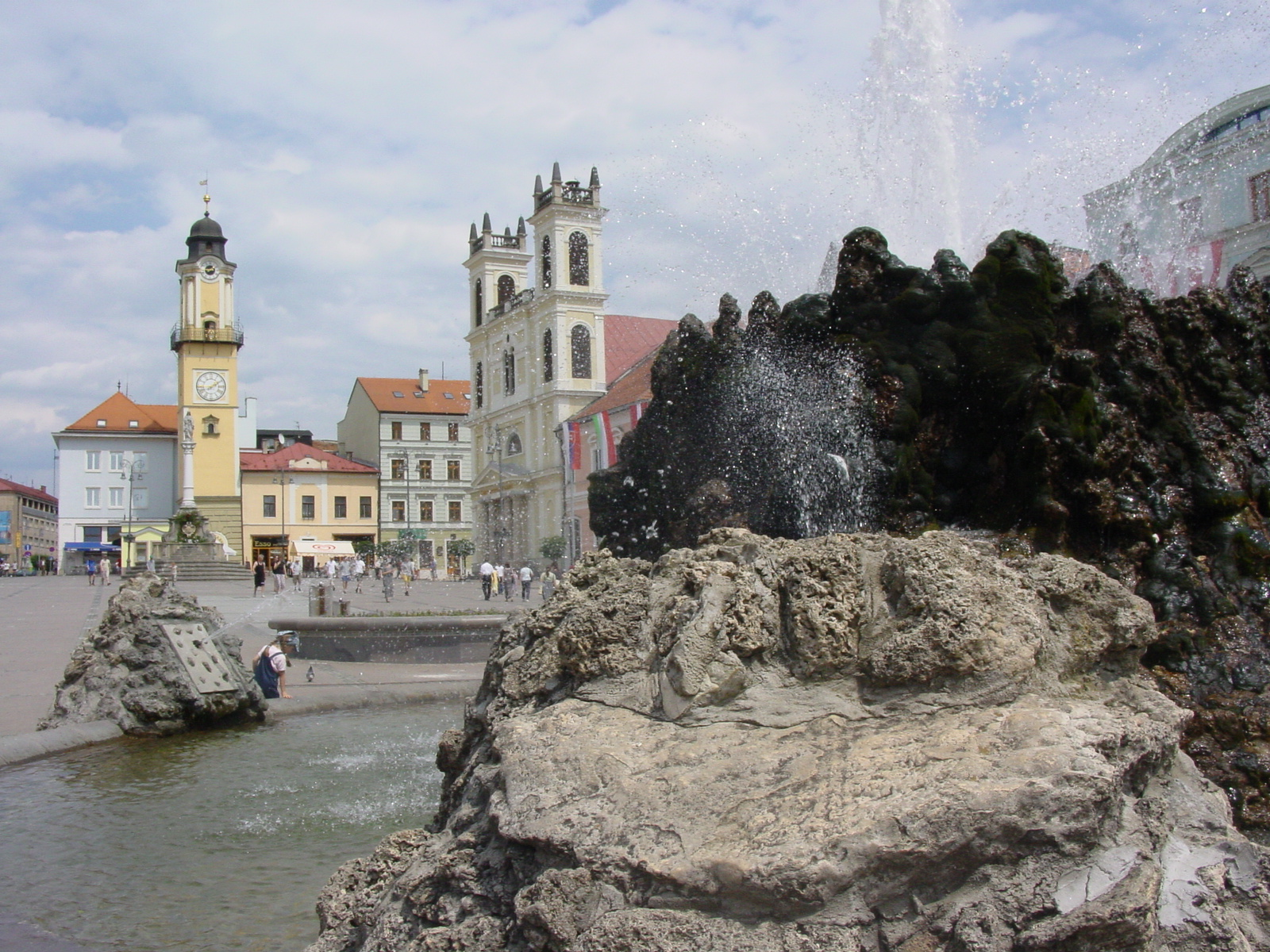
Piazza SNP, il centro cittadino

Piazza dell'insurrezione nazionale slovacca, abbreviata in piazza SNP (in slovacco: Námestie SNP), è la principale piazza della città e la maggior parte dei monumenti è concentrata intorno o nei pressi di essa. La piazza è intitolata all'omonima rivolta prolamata in città nel 1944 e repressa dai soldati nazisti. È dominata da una torre dell'orologio, costruita nel 1552, pendente di circa 40 cm. Nella piazza sono presenti una fontana in stile Art Nouveau degli inizi del XX secolo e un obelisco nero eretto a ricordo dei soldati sovietici caduti durante la liberazione della città, nel 1945. Nelle vicinanze di piazza SNP è presente piazza Štefan Mojzes. In piazza è presente la "Colonna della peste" (Morový stĺp), eretta nel XVIII secolo e dedicata alla vergine Maria, in segno di ringraziamento per la fine della peste che colpì la città in quel periodo. La colonna venne temporaneamente rimossa prima di una visita del leader sovietico Nikita Chruščëv nel 1964, in quanto un simbolo religioso sarebbe risultato inopportuno per il discorso di un dirigente comunista. La piazza venne completamente ricostruita nel 1994.

## Società

### Evoluzione demografica
Abitanti censiti

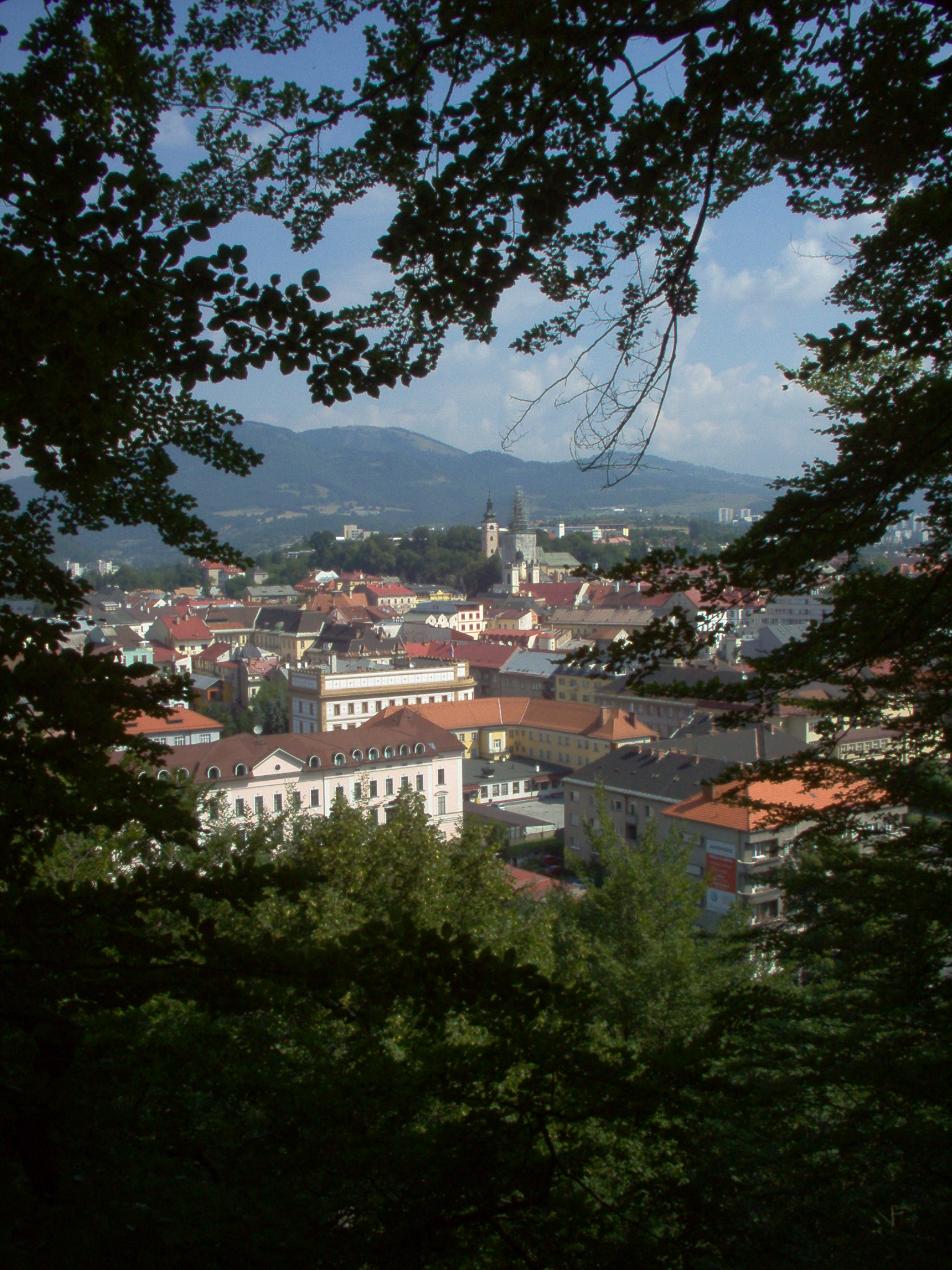
Il centro storico visto dal monte Urpín, nucleo dell'insediamente originario

Nel 2013 la città aveva 79 368 abitanti ed era la sesta città slovacca per popolazione. La densità era di 790 abitanti al chilometro quadrato nel 2005.

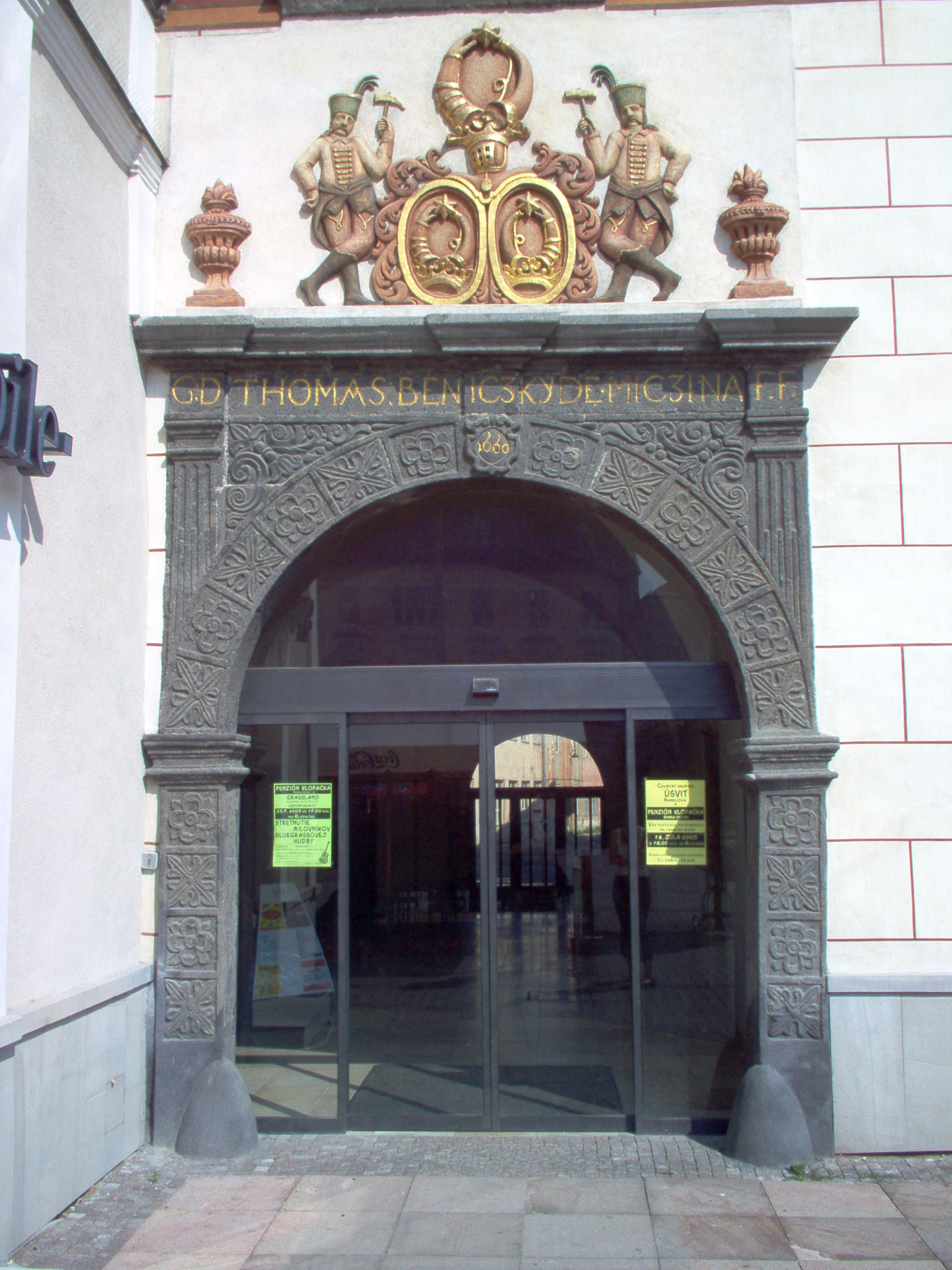
Il sontuoso ingresso di Casa Beniczky (grafia slovacca: Benický), posseduto dall'omonima famiglia nobile ungherese, su piazza dell'insurrezione nazionale slovacca, mostra lo stemma di una delle famiglie aristocratiche della città

Il 13,2% della popolazione era sotto i 15 anni, il 68,2% nell'età "produttiva" (tra i 15 e i 54 anni per le donne, tra i 15 e i 59 anni per gli uomini) e il rimanente 18,6% dopo l'età produttiva. La popolazione ha cominciato a decrescere all'inizio del XXI secolo, col numero dei decessi che ha superato il numero delle nascite e un tasso di migrazione negativo. L'aspettativa di vita alla nascita era di circa 75 anni nel 2001, un dato in linea con l'aspettativa mediana di vita dell'Unione europea.

### Religione, etnie e minoranze straniere
Secondo il censimento del 2001 il 46,6% della popolazione era cristiana cattolica, il 30,2% non aveva affiliazione religiosa e il 13,9% era di religione cristiana luterana. La distribuzione etnica della popolazione cittadina era per il 94,7% composta da slovacchi e dall'1,4% da cechi. Prima della seconda guerra mondiale la città aveva delle importanti comunità tedesco-carpatica, ungherese ed ebrea e molte persone erano trilingui, sapendo parlare lo slovacco, il tedesco e l'ungherese. In città era presente una sinagoga, costruita nel 1867 ma demolita nel 1983.
| Etnie nel corso degli anni |           |          |           |
| Anno                       | Slovacchi | Tedeschi | Ungheresi |
| 1715                       | 1,899     | 873      | 279       |
| 1850                       | 4,221     | 978      | 44        |
| 1910                       | 4,388     | ?        | 5,261     |
| 1919                       | 8,265     | 406      | 1,565     |
| 2001                       | 78,700    | 53       | 446       |

### Istituzioni, enti e associazioni

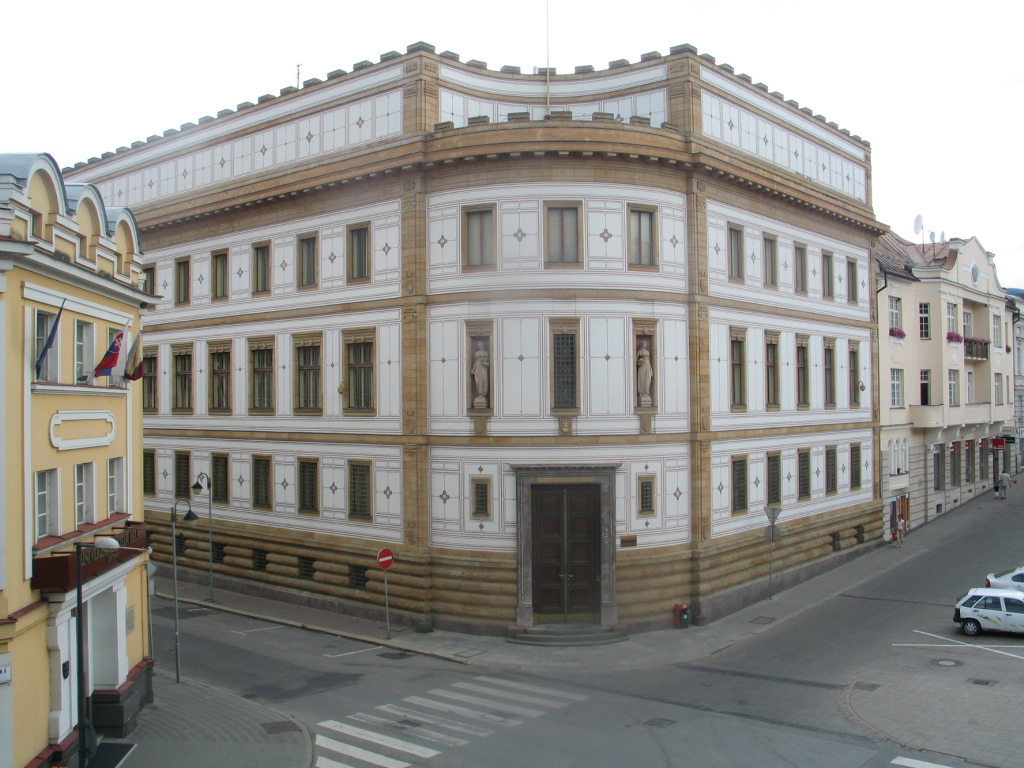
La sede regionale della Banca centrale slovacca

Alcune istituzioni pubbliche nazionali hanno sede a Banská Bystrica: le principali sono la Direzione finanziaria della Repubblica slovacca e il servizio pubblico postale, la Slovenská pošta. In città ha anche sede un ufficio regionale della Banca nazionale di Slovacchia.

## Cultura

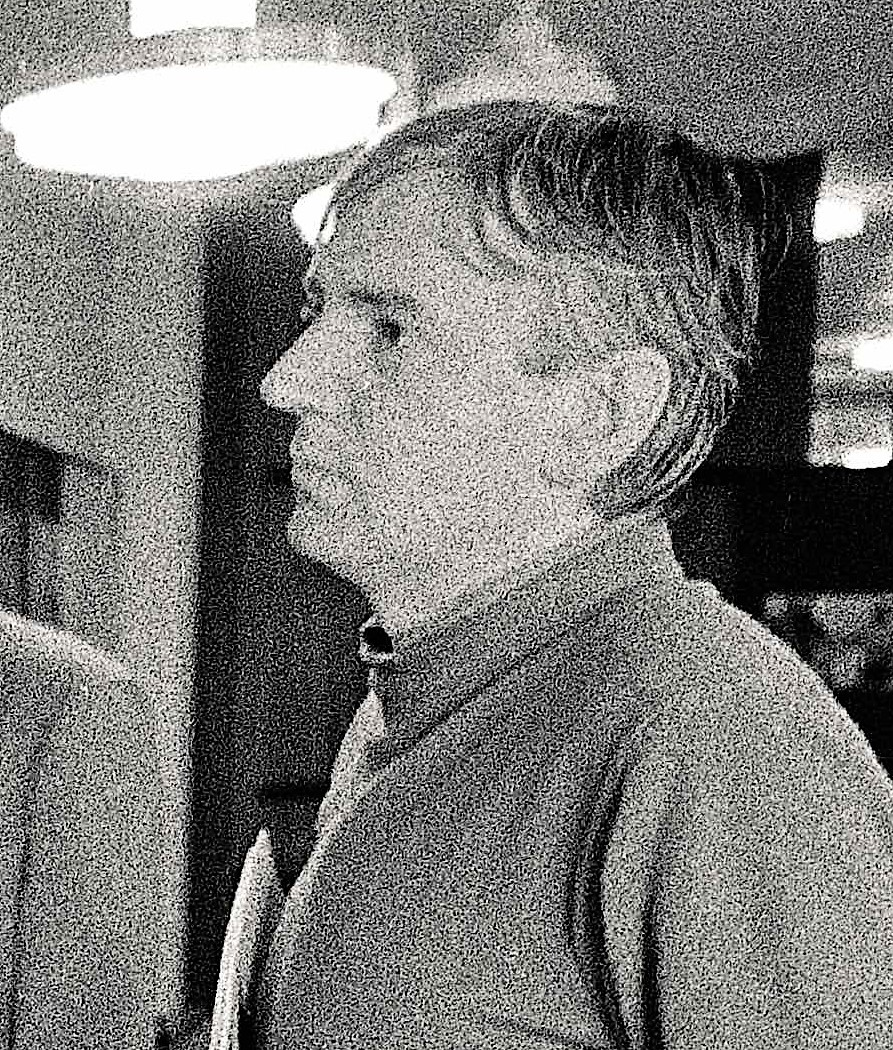
Il fotografo Dušan Slivka

Nel secondo dopoguerra la città si trasformò in un vivace centro culturale dell'intera regione. Negli anni '80 e '90 operarono in città diversi artisti, tra cui Igor Hudcovič, Stanislav Tropp e Milan Sokol. Degni di nota sono anche il fotografo Dušan Slivka, le cui immagini sono in gran parte custodite all'interno della Galleria nazionale slovacca di Bratislava, e Juraj Čambor, intagliatore di strumenti musicali in legno. Le principali opere d'arte cittadine sono tutelate nella galleria nazionale, nel museo della Slovacchia centrale e nel museo regionale di letteratura e musica.
Vi nacque il compositore Ján Cikker (1911-1989), autore prevalentemente di opere liriche ma anche di brani strumentali e vocali.

### Istruzione

#### Università
A Banská Bystrica ha sede l'università Matej Bel, intitolata all'omonimo studioso luterano, fondata nel 1993. L'ateneo conta circa 6 200 studenti, 7 facoltà e 17 corsi di laurea, nei settori umanistico, sociale e naturale. L'università dispone di un sistema bibliotecario tra i più grandi della Slovacchia. In città hanno sede anche l'accademia di Belle Arti (con 3 facoltà) e la facoltà di scienze mediche dell'università medica di Bratislava.

#### Musei

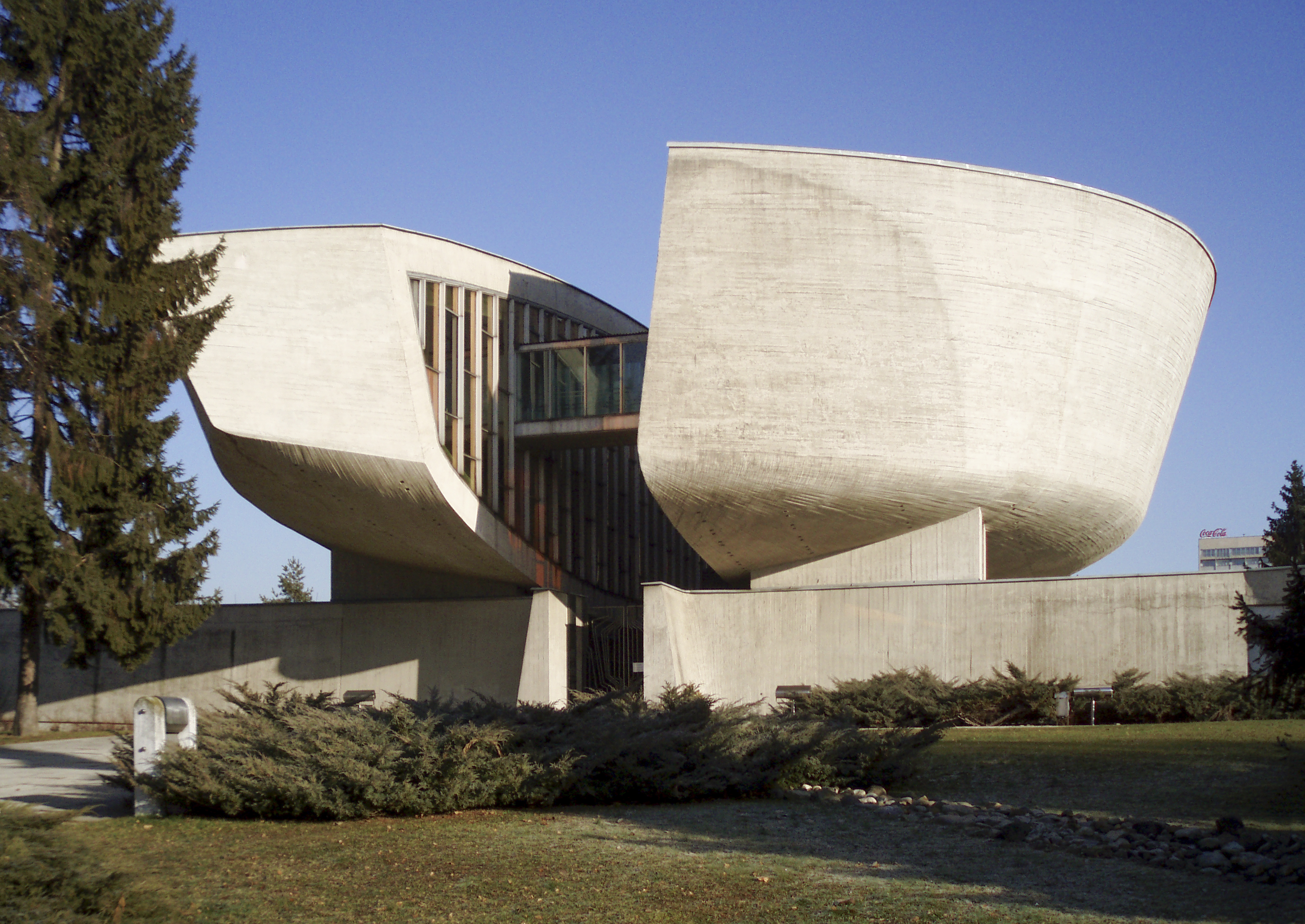
Il Museo dell'insurrezione nazionale slovacca

Il museo più antico della città è il Museo della Slovacchia centrale (in slovacco: Stredoslovenské múzeum), fondato nel 1889. La sua esposizione storica è situata nella Casa Thurzo, in piazza dell'insurrezione nazionale slovacca, mentre l'esposizione naturale è sita in palazzo Tihányi, nel quartiere di Radvaň. Il vecchio municipio ospita la Galleria nazionale (Štátna Galéria), specializzata in arte contemporanea slovacca. Il museo dell'Insurrezione nazionale slovacca (Múzeum Slovenského národného povstania) ospita una collezione di 203 000 militaria, con anche un'esposizione all'aria aperta di armi della seconda guerra mondiale. Altri musei degni di nota sono il museo regionale di letteratura e musica (Literárne a hudobné múzeum) e il Museo postale slovacco (Poštové múzeum Slovenskej pošty), l'unico presente nel Paese.

### Teatro
Ci sono 4 teatri a Banská Bystrica. Il teatro nazionale dell'Opera (in slovacco: Štátna opera v Banskej Bystrici) fu fondato nel 1959. Ha dato al mondo dell'opera figure importanti, tra cui Edita Gruberová. Ogni estate il teatro dell'opera organizza un festival al castello di Zvolen. Štúdio tanca è un teatro di danza contemporanea nato nel 1998. Il teatro professionale di marionette Bábkové divadlo na Rázcestí (it. "Teatro di marionette al bivio"), fondato nel 1960, è l'unico a organizzare festival di marionette nella Repubblica slovacca. Il Teatro del passaggio (Divadlo z Pasáže) è l'unico teatro del Paese che ha un cast formato da persone con disabilità intellettiva, il cui obiettivo è quello di integrare queste persone nella società.

### Cinema
Dal 22 al 28 febbraio 1959 la città fu sede del primo festival cecoslovacco. Sebbene fosse stato progettato da Český film come vetrina della produzione cinematografica cecoslovacca, si trasformò nella realtà in un tribunale per quei film che non si adattavano alle linee guida ideologiche del Partito comunista. Diversi film furono messi al bando, tra cui: Tri prání diretto da Ján Kadár e Elmar Klos, Zde jsou lvi di Václav Krška, Hvezda jede na jih di Oldrich Lipský e Konec jasnovidce di Vladimír Svitáček e Ján Roháč.

### Altro
Ci sono 4 gruppi folcloristici per adulti e 3 per bambini. Il loro obiettivo è quello di conservare le tradizioni folcloristiche slovacche, in particolare la musica folcloristica. Il gruppo più antico è il pluripremiato Urpín, fondato nel 1957. Il gruppo Mladosť è affiliato con l'università Matej Bel.

## Geografia antropica
La città è suddivisa in 19 distretti:
- Banská Bystrica
- Fončorda
- Iliaš
- Jakub
- Kostiviarska
- Kráľová
- Kremnička
- Majer
- Podlavice
- Pršianska Terasa
- Radvaň
- Rakytovce
- Rudlová
- Sásová
- Senica
- Skubín
- Šalková
- Uhlisko
- Uľanka

I territori catastali sono 9: Banská Bystrica, Kostiviarska, Kremnička, Podlavice, Radvaň, Sásová, Senica, Šalková e Uľanka.

## Economia

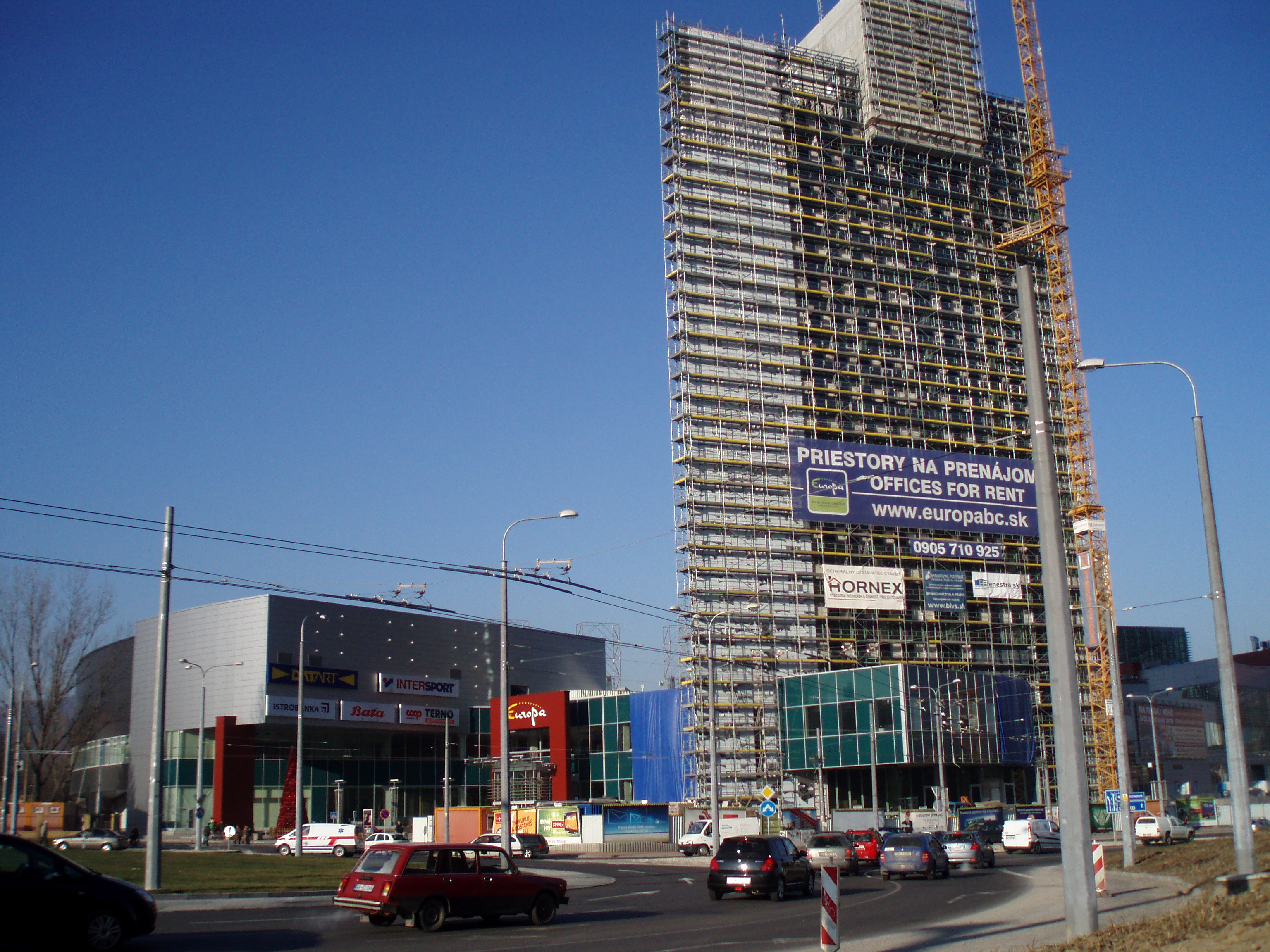
L'Europa Shopping Center

Mentre in passato la prosperità economica di Banská Bystrica era fondata sull'estrazione di rame, le attività economiche oggi trainanti sono il turismo, la lavorazione del legno e l'industria meccanica. Due dei maggiori datori di lavoro in Slovacchia, il terzo — Slovenská pošta, il servizio pubblico postale — e il tredicesimo — Lesy SR, il servizio forestale nazionale — hanno sede in città.
A partire dal 2007 la città ha avviato una collaborazione con Zvolen e altri comuni limitrofi al fine di sviluppare una delle maggiori aree metropolitane del Paese. La strategia di sviluppo economico vede Banská Bystrica come centro regionale per quanto riguarda il turismo, i servizi, l'amministrazione e l'imprenditoria.
IL PIL pro capite cittadino nel 2001 era di 3.643 €, al di sotto della media nazionale (circa 4.400 €). Nella regione di Banská Bystrica nel 2004 il reddito pro capite (PPA) era di 10.148,70 €, anche in questo caso minore rispetto alla media della Slovacchia di 12196,20 €. Sebbene non siano disponibili dati sulla singola città, quelli più recenti forniti dall'istituto statistico slovacco indicano che il PIL pro capite regionale si attesta sui 15.877 €, comunque più basso del 20% rispetto rispetto alla media del Paese. È bene precisare però che il reddito nei capoluoghi di regione risulta più alto rispetto a quello delle altre città.
Alla fine del 2006 il tasso di disoccupazione era al 6,2%, più basso rispetto al 9,4% registrato a livello nazionale. A livello regionale, a marzo 2023, il tasso di disoccupazione si attestava all'8,4%, mentre nel singolo distretto era del 4,1%.

## Infrastrutture e trasporti

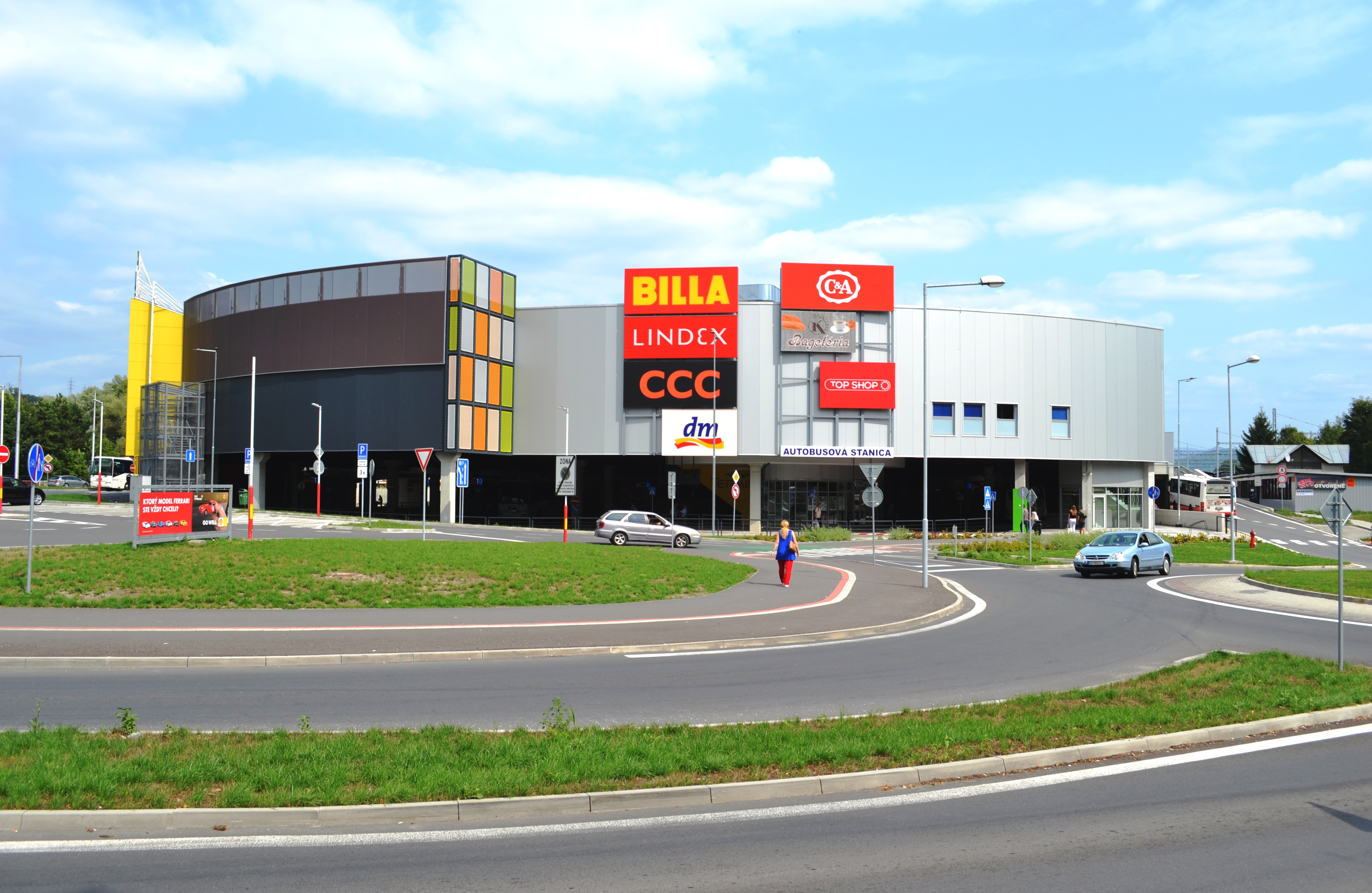
Stazione degli autobus del centro commerciale

### Strade
Banská Bystrica ha collegamenti su gomma e su ferro verso il resto del Paese, così come verso altre città europee.
La superstrada R1 connette la città a Zvolen e Bratislava. La R1 fa parte dell'itinerario stradale della E77 (che collega Pskov a Budapest) fino a Zvolen e della E58 (da Vienna a Rostov sul Don) fino alla capitale. Altre strade importanti sono la statale 66 fino a Brezno, la statale 59 fino a Ružomberok e la statale 14 fino a Turčianske Teplice.

### Ferrovie
La stazione ferroviaria è una stazione di scambio tra la Zvolen-Vrútky, che connette Banská Bystrica con Žilina e Bratislava, e la ferrovia Banská Bystrica–Červená Skala, che si dirige a est, verso Košice. È presente inoltre un'altra stazione ferroviaria, Banská Bystrica mesto, più piccola e più vicina al centro cittadino e posta sulla ferrovia Vrútky-Zvolen.

### Aeroporti

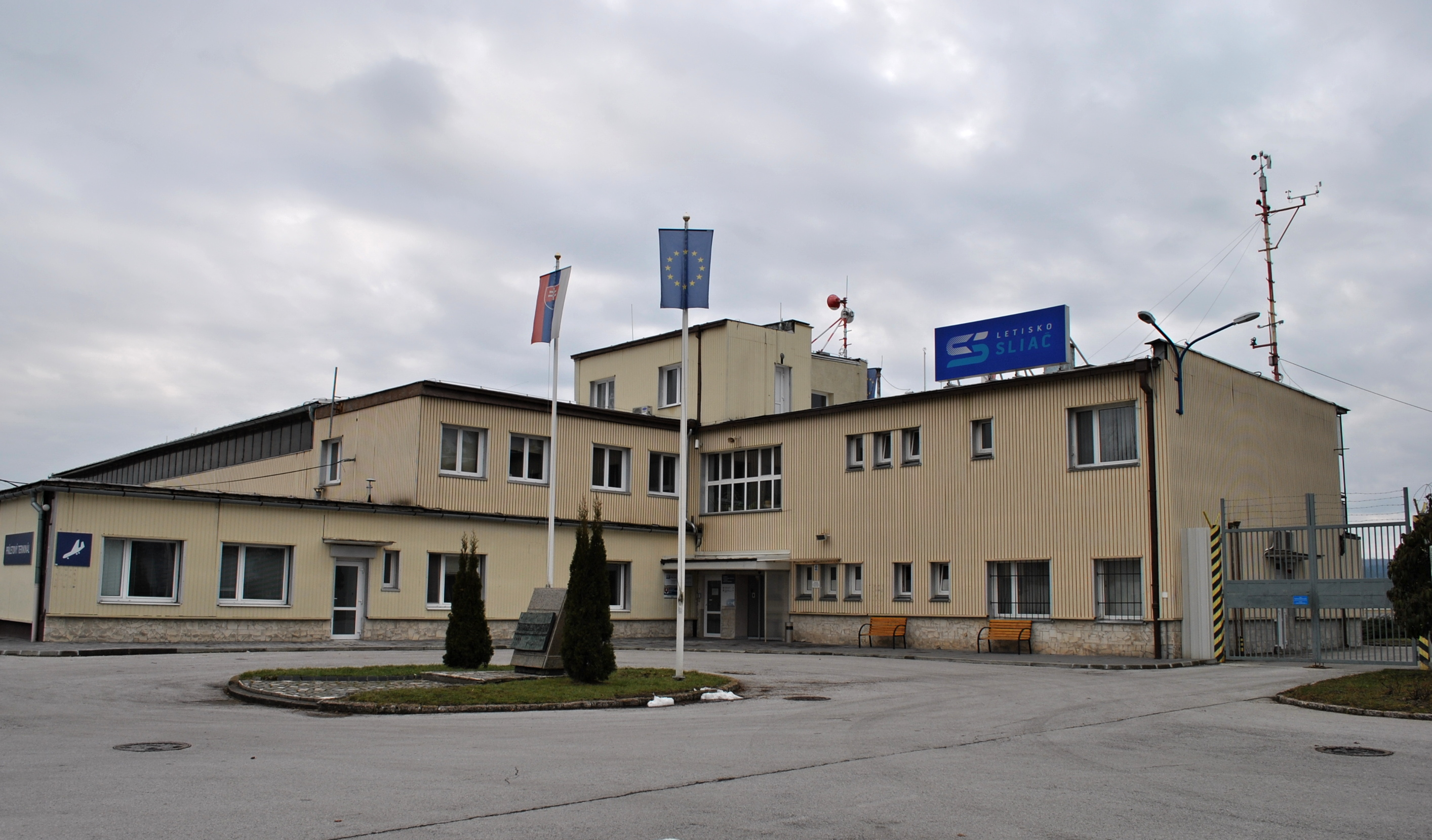
Il terminal dell'aeroporto nel 2015

L'aeroporto internazionale di Sliač, situato nell'omonima cittadina a circa 13 km dalla città, collegava in precedenza Banská Bystrica con Adalia (Turchia) e Burgas (Bulgaria) in estate e offriva voli charter verso altre destinazioni. Ad oggi l'aeroporto è adibito al traffico militare.

### Mobilità urbana
Il trasporto pubblico nella città è gestito da due aziende diverse. Dopravný podnik mesta Banská Bystrica è l'azienda municipale e opera tramite filobus e minibus. L'altra società è la privata SAD Zvolen, che offre collegamenti autobus anche notturni. Il 30% delle persone usa le proprie auto per gli spostamenti verso i luoghi di lavoro e il tempo medio di percorrenza è di 35 minuti.

## Amministrazione
Gli abitanti della città eleggono direttamente il loro sindaco, massima autorità amministrativa della città, ogni 4 anni. Dal novembre 2014 il sindaco di Banská Bystrica è Ján Nosko. Il consiglio comunale della città conta 31 membri e si riunisce circa una volta al mese.

### Consolati
Nel centro della città è presente un viceconsolato ungherese dipendente dall'ambasciata magiara a Bratislava. A Banská Bystrica ha sede anche un American Centre con l'obiettivo, tra gli altri, di promuovere le relazioni tra i due Paesi.

### Gemellaggi
La città di Banská Bystrica è gemellata con le seguenti città:
- – Alba, Italia (dal 1967)
- – Ascoli Piceno, Italia (dal 1998)
- – Budua, Montenegro (dal 2001)
- – Dabas, Ungheria (dal 2000)
- – Salgótarján, Ungheria (dal 1967)
- – Durham, Regno Unito (dal 1967)
- – Halberstadt, Germania (dal 1998)
- – Herzliya, Israele (dal 1995)
- – Hradec Králové, Cechia (dal 1967)
- – Vršac, Serbia (dal 2004)
- – Kovačica, Serbia (dal 2002)
- – Larissa, Grecia (dal 1995)
- – Montana, Bulgaria (dal 1995)
- – Mangalia, Romania (dal 2006)
- – Radom, Polonia (dal 2001)
- – Tarnobrzeg, Polonia (dal 1995)
- – Tula, Russia (dal 1967)
- – Zara, Croazia (dal 1995)
- – Charleston, Stati Uniti (dal 2010)

## Sport
La principale squadra di calcio della città è il FK Dukla Banská Bystrica, che gioca nella Superliga slovacca. Il suo stadio è il Národný Atletický Štadión. Sono nati a Banská Bystrica i calciatori Marek Hamšík, ex capitano del Napoli, Jakub Sylvestr e Peter Kováčik.
In città ha sede anche la squadra HC '05 Banská Bystrica di hockey su ghiaccio, che milita nell'Extraliga, e il club di pallacanestro BK ŠKP Banská Bystrica.
Dal 24 al 30 luglio 2022 la città ha ospitato il 16º Festival olimpico estivo della gioventù europea, mentre dal 18 al 21 luglio 2024 è stata sede del campionato europeo U-18 di atletica leggera.